# Pieve di Porlezza
La pieve di Porlezza o pieve di San Vittore di Porlezza (in latino: Plebis Porletiensis o Plebis Sancti Victori Porletiensis) era il nome di un'antica pieve dell'arcidiocesi di Milano e del Ducato di Milano con capoluogo Porlezza.
Il santo patrono era San Vittore al quale è ancora oggi dedicata la chiesa prepositurale di Porlezza.

## Storia
Non sono state trovate notizie più antiche associabili alla pieve di Porlezza anteriormente al "Liber Notitiae Sanctorum Mediolanensis" di Goffredo da Bussero, il quale pare proprio essere il primo ad utilizzare il termine di plebs in senso strettamente ecclesiastico, perché politicamente il territorio porlezzese era già designato col titolo di curtis.
Tuttavia è probabile che Porlezza fosse sede plebana già a partire dal V secolo. Inoltre, il territorio della pieve porlezzese fu dapprima infeudato dal monastero pavese del Senatore (grazie a una concessione del 951 da parte di Berengario II), per poi essere affidato al Monastero Maggiore di Milano nel XII secolo tramite un decreto pontificio. Stando a una bolla pontificia del 1061, in quel tempo la competenza della prepositurale di Porlezza si estendeva a otto chiese del territorio; nel 1288, la stessa prepositurale risultava invece avere giurisdizione su ventidue chiese e ventisei altari.
Nel 1349 l'arcivescovo Giovanni Visconti, proprietario della pieve, approvò ufficialmente gli Statuti di Porlezza che oltre nove anni prima erano stati pubblicati dal locale podestà.
Nel 1398 apprendiamo che a Porlezza sei canonici conducevano vita religiosa, tra i quali si trovava anche il prevosto, il quale aveva sovranità anche sulle cappelle di San Mamete Valsolda e San Bartolomeo Val Cavargna, che vengono segnalate come presenti anche nel XV secolo quando la canonica di Porlezza aveva portato a cinque il numero dei canonici. Sebbene, inoltre, nel XIV secolo la cappella di San Mamete si fosse costituita parrocchia, apprendiamo che essa doveva ancora delle decime al prevosto di Porlezza. Col Rinascimento la pieve assunse anche una funzione amministrativa civile come ripartizione locale della Provincia del Ducato di Milano: tale collocazione non deve sorprendere, essendo funzionale ad una strategia di accerchiamento dell'avversario territorio comasco da parte delle potenti autorità ambrosiane, strategia di cui faceva parte anche Capriasca. Ad amministrare la pieve vi era un podestà nominato da Milano, ma la rappresentanza locale era comunque garantita da un Consiglio Generale con potere deliberativo e composto da dodici membri eletti dalle autorità comunali.
Nel Cinquecento il numero dei canonici torna a sei e la pieve di Porlezza si arricchisce di nuove cappelle e rettorie, anche se alcuni di questi vennero soppressi dalla visita pastorale dell'arcivescovo Gaspare Visconti, che si preoccupò di creare anche una prebenda scolastica per uno dei canonici. Al XVI secolo è inoltre ascrivibile la prima apparizione di religiosi insediatisi stabilmente entro i confini della pieve di Porlezza: erano questi i cappuccini del convento di Tavordo, la cui costruzione iniziò nel 1581 con il patrocinio di Carlo Borromeo sull'opera da loro svolta. Fu questo arcivescovo, infatti, che durante la sua visita pastorale del 1594, consacrò la chiesa di Santa Maria Assunta annessa al convento. Come altre pievi, anche a Porlezza dall'epoca post-tridentina comparve la struttura vicariale che si affiancò a quella originale della pieve, facendone coincidere quasi completamente gli interessi.
Nel 1640 ebbe inizio la decadenza della pieve, ed in maniera tragica: in quell'anno, infatti, il cardinale Cesare Monti decise di privare la pieve di Porlezza di alcune sue parrocchie per formare la pieve di Valsolda con un vicariato autonomo.
Dal punto di vista civile, la pieve porlezzese mirava, tra l'altro, sia a migliorare la gestione dei beni comunali, sia a favorire un coordinamento tra i vari comuni nel contrasto alle scorribande attuate da banditi della Val Cavargna. Nel XVIII secolo, la pieve amministrativa fu dapprima oggetto di un esperimento riformatore di stampo illuminista da parte dell'Imperatore Giuseppe II, che nel 1786 la incluse nella Provincia di Como, provvedimento però cancellato dopo soli cinque anni dal fratello Leopoldo II, imperatore ben più conservatore. La pieve fu poi soppressa nel 1797 in seguito all'invasione di Napoleone e alla conseguente introduzione di nuovi e più moderni distretti.
Ecclesiasticamente invece, Porlezza rimase autonoma sino ai decreti che nel 1972, per ordine dell'arcivescovo milanese Giovanni Colombo, soppressero tutte le antiche pievi lombarde rimpiazzandole coi moderni decanati. Porlezza seguitò ad essere comunque sede di decanato che comprende 14 parrocchie.

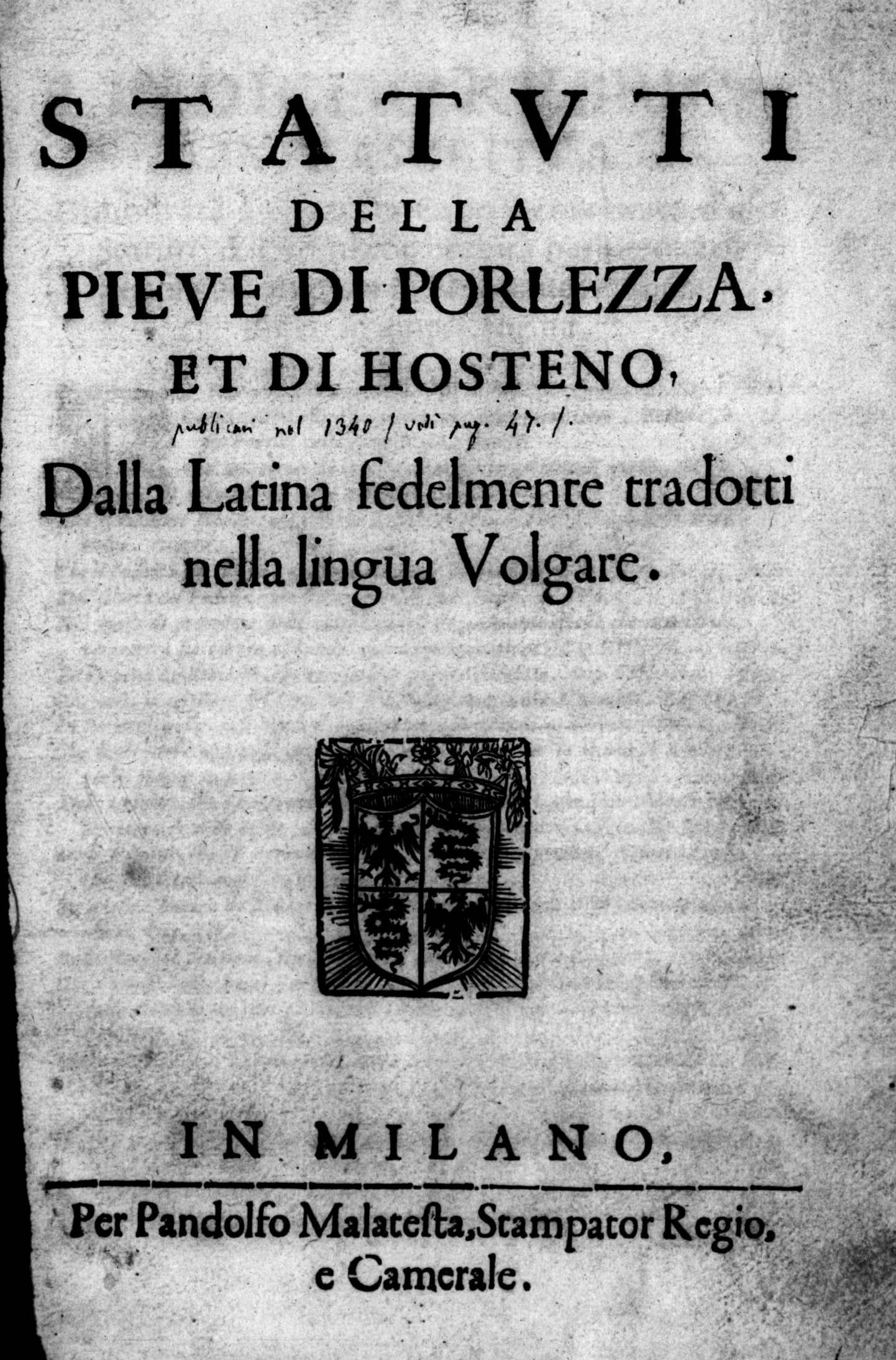
Statuti della Pieve di Porlezza et di Hosteno, 1594

## Territorio
Nella seconda metà del XVIII secolo, il territorio della pieve era così suddiviso:
| Pieve civile                           | Pieve ecclesiastica                                                                        |
| Comune di Porlezza Comune di Tavordo   | Parrocchia di San Vittore                                                                  |
| Comune di Buggiolo Comune di Seghebbia | Parrocchia di Santa Maria Assunta                                                          |
| Comune di Carlazzo                     | Parrocchia dei Santi Giacomo e Fedele Parrocchia dei Santi Pietro e Paolo in Sovera        |
| Comune di Cavargna                     | Parrocchia di San Lorenzo martire                                                          |
| Comune di Cima                         | Parrocchia della Purificazione di Maria                                                    |
| Comune di Claino con Osteno            | Parrocchia di San Vincenzo martire in Claino Parrocchia dei Santi Pietro e Paolo in Osteno |
| Comune di Corrido                      | Parrocchia dei Santi Materno e Martino                                                     |
| Comune di Cusino                       | Parrocchia della Natività di San Giovanni Battista                                         |
| Comune di Gottro                       | Parrocchia di Santo Stefano protomartire                                                   |
| Comune di Piano                        | Parrocchia dei Santi Nazaro e Celso                                                        |
| Comune di San Bartolomeo               | Parrocchia di San Bartolomeo                                                               |
| Comune di San Nazzaro                  | Parrocchia dei Santi Nazaro e Celso                                                        |